# Heteronyx papuanus
Heteronyx papuanus är en skalbaggsart som beskrevs av Moser 1920. Heteronyx papuanus ingår i släktet Heteronyx och familjen Melolonthidae. Inga underarter finns listade i Catalogue of Life.